# Sylvie Lubamba
Renée Sylvie Lubamba (n. 29 februarie 1972, Florența, Italia)  este o actriță și fotomodel italian, născută din părinți congolezi.